# Oerlikon Skyranger
Oerlikon Skyranger ist ein Flugabwehrsystem des deutschen Rüstungsunternehmens Rheinmetall, das als Geschützturmsystem auf Rad- und Kettenfahrzeugen – wie dem GTK Boxer, dem Pandur Evolution, dem Schützenpanzer Lynx oder auch dem Panzer Leopard 1 – integriert werden kann.

## Entwicklung
Das ursprüngliche Flugabwehrsystem von Rheinmetall besteht aus vier einzelnen Elementen auf vier Fahrzeugen:
- Skyranger Search Radar Control Node (SRCN). Es hat Such- und Folgesensoren, die eine nahtlose Luft- und Bodenaufklärung ermöglichen und präzise Feuerleitdaten liefern.
- Skyranger Gun mit einer 35 mm Oerlikon Revolver Gun im Kaliber 35 × 228 mm[4]
- Skyranger Missile (ein Raketenwerfer beispielsweise für Stinger-Raketen)
- Skyranger Missile (Cheetah)

Auf der Eurosatory 2018 wurde ein autonomes System auf dem GTK Boxer vorgestellt. Der Oerlikon Skyranger Boxer Mobile Air Defence System war mit einer 35-mm-Revolverkanone („Oerlikon Revolver Gun Mk3“) ausgestattet und konnte AHEAD-Munition verschießen.
Im September 2021 präsentierte Rheinmetall der schweizerischen Beschaffungsbehörde Armasuisse ein Funktionsmuster der neuen Hybridlösung Skyranger 30 HEL. Neben einer 30-mm-Revolverkanone und Lenkflugkörpern verfügt das weiterentwickelte System auch über einen Hochenergielaser. Laserleistungen von 20 bis 50 kW sind in einer ersten Realisierungsphase angedacht.
Zuletzt wurde der Skyranger als Skyranger 30 mit einer Revolverkanone „KCE-ABM“ im Kaliber 30 × 173 mm und Skyranger 35 mit der KDG-Revolverkanone im Kaliber 35 × 228 mm angeboten. Beides sind mannlose Turmsysteme, die mit Flugabwehrraketen und später Hochenergielasern kombiniert werden können. In dieser Konfiguration wird der Turm meist mit einem Active-Electronically-Scanned-Array-Radar ausgerüstet.
Im September 2023 brachte Rheinmetall eine Version auf dem Fahrgestell des Leopard 1 ins Gespräch. Diese Skyranger-Variante sollte mit einer 35-mm-Kanone ausgerüstet werden und insbesondere die in der Ukraine erfolgreich eingesetzten Geparden ergänzen. Obwohl nur mit einem Rohr bestückt, verfügt der Skyranger über eine ähnliche Kadenz wie der mit zwei 35-mm-Maschinenkanonen ausgestattete Gepard. Der Vorteil des modernen Skyranger gegenüber dem Gepard liegt in der Verwendung der programmierbaren Airburst-Munition, die Splitterwolken erzeugt, was die Trefferwahrscheinlichkeit erhöht. Im Juni 2024 präsentierte Rheinmetall bei der Waffenmesse Eurosatory zusätzlich eine Version des Systems auf Leopard 2-Wanne. Im September 2024 wurde der Skyranger 35 auf Leopard-1-Basis im scharfen Schuss präsentiert. Er bekämpfte die Ziele bei dieser Demonstration erfolgreich. Die Vorführungen fanden vor Vertretern aus 26 Nationen statt. Die Skyranger wird bei Rheinmetall Air Defence in Oerlikon produziert. Im März 2025 stand man kurz vor der Aufnahme der Serienproduktion.

## Nutzer und geplante Beschaffungen
- Dänemark: Im Mai 2023 wurde bekannt, dass die dänische Armee plant, Skyranger-30-Türme auf dänischen Piranha-V-Radpanzern zu montieren.[11] Im September 2024 beauftragte die dänische Beschaffungsbehörde FMI schließlich den deutschen Rüstungskonzern Rheinmetall mit der Lieferung von 16 Flugabwehrkanonensystemen Skyranger 30. Die Lieferung umfasst die Skyranger-Türme und die dazugehörige Munition. Die Lieferung soll 2028 abgeschlossen werden und die Türme sollen – wie schon 2023 geplant – auf der 8×8-Plattform Piranha V des Rüstungskonzerns General Dynamics European Land Systems montiert werden.[12]
- Deutschland: Das Bundesverteidigungsministerium plant, seitdem der massive Einsatz von Drohnen im Russland-Ukraine-Krieg beobachtet werden kann, den Wiederaufbau der Heeresflugabwehrtruppe der Bundeswehr, die im Jahr 2012 aufgelöst wurde.[13] Im Februar 2024 billigte der Haushaltsausschuss des deutschen Bundestages die Beschaffung eines ersten Loses von 19 Flugabwehr-Radpanzern Skyranger 30 auf Basis des GTK Boxer (davon ein Nachweismuster) mit 8 Nachladefahrzeugen sowie 8 Werkstattausstattungen und 18 On-Board-Simulatoren. Darüber hinaus soll der Vertrag auch eine Bestelloption für die spätere Beschaffung von 30 weiteren Flugabwehrpanzern umfassen. Die ersten Seriensysteme sollen 2028[14] an die Truppe gehen. Als Zweitbewaffung soll der auf Drohnenabwehr spezialisierte Lenkflugkörper SADM eingerüstet werden.[15] Zuvor war die Einrüstung der Flugabwehrrakete Stinger in einer Version mit Abstandszünder geplant.[16]

- Niederlande: Die Niederlande planen die Anschaffung von 22 Skyranger 30 auf dem „Armoured Combat Support Vehicle“ (ACSV) der FFG Flensburger Fahrzeugbau Gesellschaft mbH, welches bereits für das Flugabwehrsystem NASAMS im Defensie Grondgebonden Luchtverdedigingscommando der Niederländischen Streitkräften eingesetzt wird. Als Flugabwehrrakete werden voraussichtlich zunächst FIM-92 Stinger beschafft, die zu einem späteren Zeitpunkt durch spezielle Anti-Drohnen-Flugkörper ersetzt werden sollen. Der Vertragsabschluss soll bis Ende 2025 erfolgen und die Systeme bereits 2028 einsatzbereit sein.[17]

- Österreich: Österreich hat im Februar 2024 als erster Nutzerstaat einen Vertrag mit Rheinmetall über die Lieferung von 36 Flugabwehrsystemen Skyranger 30 unterzeichnet. Die Skyranger-Türme sollen ab 2026 geliefert werden und auf ebenfalls neu beschafften Pandur Evolution aufgebaut werden.[18]

- Ukraine: Die Ukraine soll mit Skyranger 35 auf Leopard-1-Fahrgestell ausgerüstet werden; die entsprechende Herstellung soll durch Rheinmetall lokal erfolgen. Über genaue Anzahl und Auslieferungsdatum war zunächst keine Information veröffentlicht worden (Stand Juni 2024).[9]

- Ungarn: Ungarn hat 2023 eine Interessensbekundung zum Kauf von Skyranger 30 auf Basis des Lynx-Schützenpanzers abgegeben.[19]